# イタリア VS ブラジル (1982 FIFAワールドカップ)
イタリア VS ブラジル（1982 FIFAワールドカップ）は、1982 FIFAワールドカップスペイン大会の2次リーグ最終戦にて行われた試合。グループ内はイタリア、ブラジル、アルゼンチンの3チーム。ブラジルに勝たなければ敗退が決まるイタリアは、パオロ・ロッシがハットトリックを決め、イタリアを勝利に導いた。ブラジル国内ではサリアの悲劇とも呼ばれている。この試合はサッカー史上最高の試合の一つとも見なされている。

## 試合前の状況

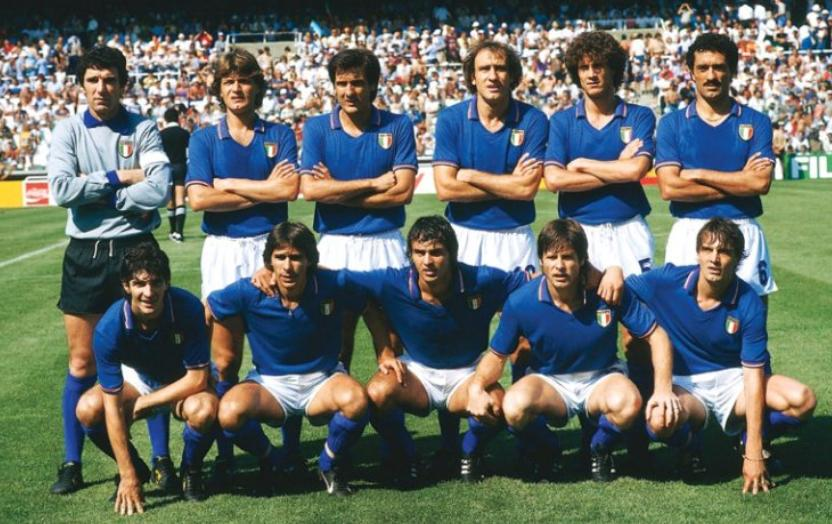
イタリア代表。（後列左から）ゾフ（主将）、アントニョーニ、シレア、グラツィアーニ、コッロヴァーティ、ジェンティーレ、（前列左から）ロッシ、コンティ、カブリーニ、オリアーリ、タルデッリ。

当時のワールドカップは1次リーグのあと、それぞれの1次リーグを勝ち抜いたチームによって組まれる2次リーグを戦い、準決勝、決勝という方式であった。 
ブラジルは、トニーニョ・セレーゾ、ファルカン、ソクラテス、ジーコという屈指のタレント軍団、いわゆる黄金のカルテットを擁し、1次リーグを全勝し（ソビエト連邦に2-1、スコットランドに4-1、ニュージーランドに4-0）、2次リーグでは永遠のライバルであるアルゼンチンに3-1と勝利、圧倒的な強さで勝ち進んでいた。 
一方のイタリアは、1次リーグ全て引き分け（ポーランドに0-0、ペルーに1-1、カメルーンに1-1）に終わりカメルーンと勝ち点、得失点差と両方で並んでいたが、得点差1でなんとか2位に収まり2次リーグ進出を決めていた。しかし、その2次リーグでは、FW陣の調子が上がらないなかでもアルゼンチンに対しDF陣でなんとか点を取り2-1で勝利するなど意地を見せた。ロッシは2年前に所属していたACペルージャでカルチョスキャンダルに巻き込まれ、2年間の出場停止を受け、サッカー選手として戻ってきたばかりであった。 
上記の通り、イタリアはアルゼンチン戦の結果によりブラジルを得失点差で上回る可能性が消滅したため、ブラジルとの最終戦で勝利するしかない状況だった。

## 試合経過

### まとめ
7月5日、バルセロナのエスタディ・デ・サリアにて試合が行われた。世間の予想通り、試合はブラジルペースで始まる。イタリアはセンターバックのクラウディオ・ジェンティーレを中心にファルカン、ソクラテス、ジーコといった攻撃陣を抑え込んでいた。ジェンティーレはアルゼンチン戦に続きこの試合でもイエローカードを受けてしまい次戦の出場停止を余儀なくされる。
始まりは開始5分。ロッシがアルゼンチン戦で得点を決めたアントニオ・カブリーニからのクロスに反応し、先制に成功する。思わぬ先制点を受けたブラジルだったが7分後にソクラテスのゴールで同点に追いつく。しかし、25分にはまたもロッシがブラジルDF陣のミスを見逃さず得点、再度リードを奪った。スコアは2-1のまま前半を終了した。
後半もブラジルの攻撃が続いたが、68分にセレーゾがイタリアDF3人の気を引き付ける動きを見せた隙にファルカンが豪快なミドルシュートを決め同点とする。この時点で、2度リードして2度追いつかれたイタリアに勝ち越す力があるかどうかが注目された。
イタリアは74分にゴールキーパーディノ・ゾフの早いリスタートからコーナーキックを獲得。ブルーノ・コンティが蹴ったボールをブラジルはうまく対処出来ずこぼれたところをフランチェスコ・グラツィアーニが詰めシュートを放ったが、ロッシがとっさに軌道修正しゴール、ハットトリックを決めまたしても勝ち越しに成功した。86分にはジャンカルロ・アントニョーニが決定的とも言える4点目のゴールを決めたが、不可解なオフサイドで取り消された。
3度目の追いかける展開となったブラジルは猛攻を仕掛け、試合終了間際にはオスカーがフリーキックから頭で合わせ至近距離からシュートを放ったがゾフの神がかり的なセービングに遭い同点とはならず。そのまま試合は終了し、イタリアが3-2でブラジルを下した。

### 試合結果
| 1982年 7月5日 17:15 CEST |

| イタリア               | 3–2    | ブラジル                          |
| ロッシ 5分, 25分, 74分 | Report | ソクラテス 12分 · ファルカン 68分 |

| エスタディ・デ・サリア, バルセロナ 観客数: 44,000 主審: アブラハム・クレイン (イスラエル) |

| イタリア | ブラジル |

| GK                       | 1  | ディノ・ゾフ (c)               |      |      |
| DF                       | 4  | アントニオ・カブリーニ         |      |      |
| DF                       | 5  | フルヴィオ・コッロヴァーティ   |      | 34分 |
| DF                       | 6  | クラウディオ・ジェンティーレ   | 13分 |      |
| DF                       | 7  | ガエターノ・シレア             |      |      |
| MF                       | 9  | ジャンカルロ・アントニョーニ   |      |      |
| MF                       | 13 | ガブリエーレ・オリアーリ       | 78分 |      |
| MF                       | 14 | マルコ・タルデッリ             |      | 75分 |
| MF                       | 16 | ブルーノ・コンティ             |      |      |
| CF                       | 19 | フランチェスコ・グラツィアーニ |      |      |
| CF                       | 20 | パオロ・ロッシ                 |      |      |
| サブ                     |    |                                |      |      |
| GK                       | 12 | イヴァノ・ボルドン             |      |      |
| DF                       | 3  | ジュゼッペ・ベルゴミ           |      | 34分 |
| MF                       | 11 | ジャンピエロ・マリーニ         |      | 75分 |
| MF                       | 15 | フランコ・カウジオ             |      |      |
| FW                       | 18 | アレッサンドロ・アルトベッリ   |      |      |
| 監督                     |    |                                |      |      |
| エンツォ・ベアルツォット |    |                                |      |      |

| GK             | 1  | バウディール・ペレス     |  |      |
| RB             | 2  | レアンドロ               |  |      |
| CH             | 3  | オスカー                 |  |      |
| CH             | 4  | ルイジーニョ             |  |      |
| CM             | 5  | セレーゾ                 |  |      |
| LB             | 6  | ジュニオール             |  |      |
| CM             | 8  | ソクラテス (c)           |  |      |
| SS             | 10 | ジーコ                   |  |      |
| LM             | 11 | エデル                   |  |      |
| RM             | 15 | ファルカン               |  |      |
| CF             | 9  | セルジーニョ             |  | 69分 |
| サブ           |    |                          |  |      |
| GK             | 12 | パウロ・セルジオ         |  |      |
| DF             | 13 | エデバルド               |  |      |
| DF             | 14 | ジュニーニョ・フォンセカ |  |      |
| MF             | 7  | パウロ・イジドーロ       |  | 69分 |
| FW             | 19 | レナト                   |  |      |
| 監督           |    |                          |  |      |
| テレ・サンタナ |    |                          |  |      |

| 副審: Chan Tam Sun (香港) ボグダン・ドチェフ (ブルガリア) | ルール - 90分 - 交代用の選手は5人 - 交代は2人まで |

## その後
- ブラジルをハットトリックで下したロッシの勢いは止まらず、準決勝では1次リーグにてスコアレスドローに終わったポーランド相手に2得点を決め決勝に導き、決勝の西ドイツ戦でも後半に先制点を決め優勝に貢献した。大会通算6得点をあげたロッシは得点王に輝くと共に大会MVPにも選ばれた。

- 敗れたブラジルではマスコミによってこの出来事をマラカナンの悲劇にちなみ、サリアの悲劇と命名された。

- ロッシを信じ起用し続けたエンツォ・ベアルツォット監督の勝利でもあった。ベアルツォットは試合前ロッシに対し「オスカーとルイジーニョにプレッシャーをかけろ。彼らはスピードがないため間違いなくミスを犯すはずだ。」と言った。試合が終わったあと、ロッシはすぐに彼のもとに駆け寄り抱擁を交わしたという。